# Камча
Камча или нагајка (рус. нагайка, каз. камшы) јесте бич који користе коњаници и потиче од номадских народа Централне Азије. Углавном је израђен од коже и декорисан металним елеменмтима. У Русији се употребљава назив нагајка по турском народу Ногајцима. Камча је зависно од декорације и обележавала хијерархију власника. Иако није мишљена као оружје, била је елемент личне одбране против дивљих животиња у централној Азији и руским степама.

## Типови камча
- донска
- кубанска
- уралска
- хијархална